# L.P.
L.P. es el primer álbum de estudio del cantante y compositor mexicano Leonel García, bajo su nombre artístico León Polar. Fue lanzado el 14 de julio de 2008.
El álbum se caracteriza por su contenido musical entre la balada y el pop. Asimismo, el álbum marca el lanzamiento de Leonel como artista a nivel internacional, después de su trayectoria junto a Noel Schajris como el dúo Sin Bandera. Inicialmente, comenzó bajo el seudónimo de "León Polar" pero al momento de lanzar su segundo álbum, se presentó como tal.

## Lista de canciones
| N.º | Título                    | Duración |  |
| 1.  | «Sin cargo de conciencia» | 4:23     |  |
| 2.  | «Miedo»                   | 4:33     |  |
| 3.  | «Déjalo»                  | 4:18     |  |
| 4.  | «Lo que tenga que hacer»  | 4:28     |  |
| 5.  | «Pienso en ti»            | 4:04     |  |
| 6.  | «Hacerme bien»            | 2:59     |  |
| 7.  | «Desperté»                | 4:00     |  |
| 8.  | «La guerra terminó»       | 3:37     |  |
| 9.  | «Mientras»                | 3:16     |  |
| 10. | «Aún»                     | 4:11     |  |
| 11. | «Ahora sé»                | 3:33     |  |
| 12. | «Quién es quién»          | 4:04     |  |
| 13. | «Tu frontera»             | 3:44     |  |